# غالافی
غالافی (به فرانسوی: Galafi) (به عربی: غالافی) شهرکی در منطقهٔ دخیل واقع در کشور جیبوتی است که در سال ۲۰۰۵ میلادی دارای ۱٫۸۴۹ نفر جمعیت بود.